# Battlefield 2042
Battlefield 2042 — відеогра в жанрі шутера від першої особи, розроблена компанією EA DICE, видана Electronic Arts. Ця гра є сімнадцятою частиною серії ігор Battlefield. Її було офіційно анонсовано в червні 2021 року, випуск відбувся 19 листопада 2021 року для платформ Windows, PlayStation 4, PlayStation 5, Xbox Series X/S та Xbox One.

## Ігровий процес
В основі конфлікту Battlefield 2042 лежить протистояння Росії та США в недалекому майбутньому, де людство використало майже всі ресурси на планеті. При цьому розробники підтвердили, що в грі не буде сюжетної кампанії, замість цього відбуваються бої з ботами в форматі однокористувацької гри, а сам розвиток сюжету буде розповідатись по мірі випуску оновлень. Однією з особливостей гри стала максимальна кількість гравців, що можуть одночасно перебувати на одному сервері — версії для персональних комп'ютерів під Windows та приставок PlayStation 5 і Xbox Series X/S підтримують до 128 гравців, а версії для PlayStation 4 та Xbox One — 64 гравця. Також розмір та рівень деталізації карт найбільші в серії, але у версії для минулого покоління консолей карти менші, як і кількість гравців. На момент випуску гри доступні 7 карт: «Breakaway» (Земля Королеви Мод, Антарктида), «Hourglass» (Доха, Катар), «Kaleidoscope» (Міжнародний діловий район Сонгдо, Південна Корея), «Discarded» (Аланг, Індія), «Manifest» (Пулау-Брані, Сінгапур), «Orbital» (Куру, Гвіана) та «Revival» (Аравійська пустеля, Єгипет). На картах можуть відбуватися природні катаклізми, наприклад: ураган, при чому в різних місцях та в різний час, а можуть і не відбуватися.
Окрім того, замість чотирьох класів, що були доступні в мультиплеєрному режимі в попередніх частинах, представлені 10 «спеціалістів». За сюжетом, спеціалісти — мігранти з різних країн світу, що перейшли на сторону США або Росії. Вони мають певні притаманні саме їм здібності та пристрої, а їхнє додаткове спорядження можна змінити незалежно від типу спеціаліста. Наступний рік після виходу гри буде поділений на 4 сезони додавання контенту. Під час кожного сезону будуть додаватись нові карти та спеціалісти.
В новій частині Battlefield наявні 3 мультиплеєрних режими: «Тотальна війна», для якої передбачено підрежими «Захоплення» та «Прорив», а також велика кількість техніки і присутність 128 гравців на сервері; «Небезпечна зона» — цей режим  безкоштовний, а в його основі полягають бої загонів; третій режим під назвою «Портал», переносить до Battlefield 2042 вміст із Battlefield 3, Battlefield 1942 і Bad Company 2.

## Сетинг
Battlefield 2042 не має сюжетної кампанії, проте тло її битв окреслене майбутнім, а саме 2042 роком. Під час боїв гравці можуть дізнатися деталі історії світу гру.
У Battlefield 2042 описується, що з 2030-і роки підвищення рівня світового океану, зростання сили штормів і виснаження джерел природних ресурсів зумовили колапс світової економіки і розірвання альянсів. Європейський союз розпався, 1,2 млрд людей втратили громадянство, та стали шукати захисту в США й Росії. В 2040 хмара уламків космічного сміття вивела з ладу більшість супутників, комунікації колапсували, що спричинило різку економічну кризу. Через нестачу їжі та пального між США й Росією стала наростати напруженість, яка перейшла 2042 року у війну.

## Розробка
Розробку гри веде шведське відділення компанії DICE, яке займалось серією Battlefield до цього. Йому також допомагають відділення DICE в Лос-Анджелесі, студія EA Gothenburg та студія Criterion Games. До гри залучено найбільшу команду розробників серед усіх ігор серії. Criterion Games навіть призупинили роботу над новою Need for Speed, щоб допомогти DICE. Відсутність в грі традиційного одиночного режиму дозволила DICE сконцентрувати більше ресурсів на розробці мультиплеєрного режиму.
Коротке демо гри було продемонстроване на EA Play Live 2020. Гру було офіційно анонсовано 9 червня 2021 року. Відкрита бета-версія буде випущена до офіційного релізу гри, який запланований на 22 жовтня 2021 року для Windows, PlayStation 4, PlayStation 5, Xbox One, Xbox Series X/S
Число 2042 в назві гри наслідує приклад попередніх ігор серії: Battlefield 1942 і Battlefield 2142.
15 вересня 2021 року Оскар Габріельсон, генеральний менеджер DICE, повідомив, що випуск гри, який спершу планувався на 22 жовтня 2021 року доведеться відкласти до 19 листопада 2021 року через складнощі, пов'язані з пандемією Covid-19.

## Оцінки й відгуки
| Агрегатор  | Оцінка                                 |
| ---------- | -------------------------------------- |
| Metacritic | (PC) 68/100 (PS5) 61/100 (XSXS) 64/100 |

| Видання                   | Оцінка |
| ------------------------- | ------ |
| Electronic Gaming Monthly | [ 21 ] |
| Eurogamer                 | 7/10   |
| G4                        | 4/5    |
| Hardcore Gamer            | 3/5    |
| IGN                       | 7/10   |

Battlefield 2042 зібрала «змішані чи посередні оцінки» на агрегаторі Metacritic із середньою оцінкою 68/100. У версії Battlefield 2042, наданій за програмою дочасного доступу, гравцями зауважувалася велика кількість помилок, що обвалило її рейтинг у Steam.
Згідно зі Стеллою Чанг з IGN, «Battlefield 2042 намагається зробити багато, але лише деякі з її експериментів варті уваги. 128 гравців у тотальних військових режимах, безумовно, відчувають, що для їхнього блага приділено забагато часу, проте стратегічніший новий режим „Небезпечної зони“ неймовірно веселий. Але той факт, що найбільшим задоволенням від 2042 мені було грати у відтворення її попередніх ігор у „Порталах“, є досить гарним свідченням того, що такі ідеї, як її нова система спеціалістів, схибили. Як для гри, що претендує на майбутнє Battlefield, вражаючі налаштування „Порталу“ з 2042 дають зрозуміти, що вона не ладнає з минулим. Проте це саме ті знаряддя, які могли б з часом її оформити».
Алекс ван Акен з Eurogamer писав, що «… у Battlefield 2042 можна грати, вона насичена вмістом і часто дуже весела. Сім карт цього тайтлу відрізняються одна від одної, завдяки безлічі параметрів налаштування можна легко грати так, як ви хочете, і мені подобаються екстремальні погодні системи та функція швидкого озброєння. „Портал“ ще не розкрив свій потенціал, але він надає зручний спосіб отримати доступ до шести улюблених пригод із Battlefield 3, Battlefield 1942 і Bad Company 2. Battlefield 2042 легко рекомендувати для поточних фанатів або гравців, які шукають сучасну військову гру, але я за це не можу поручитися через її недостатнє довершення. Поки DICE продовжує публікувати швидкі оновлення та патчі, Battlefield 2042 зрештою може стати популярним онлайн-шутером, але шкода, що її випустили таким чином».
Оуен Ґуд із Polygon зауважив, із посиланням на одного українського гравця, що використання Росією людей без громадянства на війні, показане в Battlefield 2042, нагадує використання «зелених чоловічків» без розпізнавальних знаків у війні на сході України та окупації Криму. Більш того, один зі спеціалістів, росіянин Борис Гуськовський, характеризується в самій грі як «маленький зелений чоловічок». Твітер Battlefield відповів, що це «ненавмисне посилання на реальну проблему». Пізніше це посилання було прибрано з гри.